# ایسار (ویسکانسین)
ایسار (به انگلیسی: Isaar) یک منطقهٔ مسکونی در ایالات متحده آمریکا است که در شهرستان اوتاگامی، ویسکانسین واقع شده‌است. ایسار ۲۰۰ نفر جمعیت دارد و ۲۳۹ متر بالاتر از سطح دریا واقع شده‌است.